# یونس باهنر
یونس باهنر (زاده ۲۳ فروردین ۱۳۵۶ - تبریز) بازیکن سابق و مربی فوتبال ایران است.
وی سابقه بازی در باشگاه‌های پرسپولیس، تراکتورسازی و ماشین‌سازی را دارد.

## باشگاه حرفه‌ای

### آمار
| عملکرد باشگاه | عملکرد باشگاه | عملکرد باشگاه         | لیگ  | لیگ  | جام      | جام      | قاره‌ای                 | قاره‌ای                 | جمع  | جمع  |
| فصل           | باشگاه        | لیگ                   | حضور | گل‌ها | حضور     | گل‌ها     | حضور                   | گل‌ها                   | حضور | گل‌ها |
| ایران         | ایران         | ایران                 | لیگ  | لیگ  | جام حذفی | جام حذفی | کنفدراسیون فوتبال آسیا | کنفدراسیون فوتبال آسیا | جمع  | جمع  |
| ------------- | ------------- | --------------------- | ---- | ---- | -------- | -------- | ---------------------- | ---------------------- | ---- | ---- |
| ۲۰۰۰–۰۱       | پرسپولیس      | لیگ آزادگان           | ۱۴   | ۰    | ۱        | ۰        | ۴                      | ۰                      | ۱۹   | ۰    |
| ۲۰۰۱–۰۲       | پرسپولیس      | لیگ برتر فوتبال ایران | ۱۹   | ۰    | ۲        | ۰        | –                      | –                      | ۲۱   | ۰    |
| ۲۰۰۲–۰۳       | پرسپولیس      | لیگ برتر فوتبال ایران | ۱۳   | ۰    |          |          | ۳                      | ۰                      |      |      |
| ۲۰۰۳–۰۴       | پرسپولیس      | لیگ برتر فوتبال ایران | ۱۹   | ۰    |          |          | –                      | –                      |      |      |
| جمع کل        | جمع کل        | جمع کل                | ۶۵   | ۰    |          |          | ۷                      | ۰                      |      |      |

## افتخارات

### باشگاهی
- قهرمانی با پرسپولیس در لیگ برتر فوتبال ایران ۸۱–۱۳۸۰